# Феррара, Сильвия
Сильвия Феррара, итал. Silvia Ferrara (р. 1976, Милан) — итальянский лингвист, специалист по истории письма и эгейским письменностям.

## Биография
Окончила классический лицей, после чего поступила на обучение в Университетский колледж Лондона, где изучала археологию и древнегреческий язык, а позднее защитила диссертацию в Оксфордском университете (2006). После защиты докторской диссертации работала в Колледже Сент-Джонс при Оксфордском университете. С 2014 г. работает в Университете Сапиенца (Рим).

## Исследования
Большинство работ посвящено часто игнорируемому археологическому и палеографическому контексту надписей, выполненных недешифрованной или частично дешифрованной письменностью, а также структурному анализу надписей.
Крупнейшей работой является двухтомник «Кипро-минойские надписи» (1-я часть, 2012: общий анализ, 2-я часть, 2013: корпус, содержит только фотографии надписей без нумерованной транскрипции). В ней, сопоставив имеющиеся археологические данные с комбинаторно-лингвистическим подходом, подвергла сомнению ряд устоявшихся стереотипов, связанных с кипро-минойским письмом:
- что оно возникло в результате длительной эволюции из Линейного письма А (по её мнению, возникло вскоре после последнего и с самого начала резко отличалось от него)
- что оно было создано в результате минойской экспансии на Кипр и/или народом, родственным минойцам (по её мнению, кипрская культура бронзового века имела иное происхождение и иные характеристики, чем минойская, а следы экспансии из Эгеиды не отмечены ранее микенского периода — то есть намного позднее возникновения письма)
- что оно подразделяется на три-четыре разных этапа, возможно, связанных со сменой языка (по её мнению, все варианты письма — синхронны, их тексты имеют явные лексические совпадения; лишь архаичное письмо является особой стадией, наличие прочих вариантов связано с использованием разных материалов для письма).

В 2020-е гг. выпустила (в соавторстве) ряд работ по критским иероглифам, минойским дробям и письменности ронго-ронго.

## Сочинения
- Paths into Script Formation in the Ancient Mediterranean (S. Ferrara, M. Valério, eds.). Studi Micenei ed Egeo Anatolici New Series Supplement 1, 2017.
- Non-Scribal Communication Media in the Bronze Age Aegean and Surrounding Areas (A.M. Jasink, J. Weingarten, S. Ferrara, eds), Periploi 9, Florence University Press, 2017.
- Cypro-Minoan Inscriptions: Corpus, 2013, Oxford University Press
- Cypro-Minoan Inscriptions: Analysis, 2012, Oxford University Press
- Перечень публикаций